# Garcorops
Genre
Garcorops est un genre d'araignées aranéomorphes de la famille des Selenopidae.

## Distribution
Les espèces de ce genre se rencontrent à Madagascar et aux Comores.

## Liste des espèces
Selon World Spider Catalog (version 17.5, 19/11/2016) :
- Garcorops jocquei Corronca, 2003
- Garcorops madagascar Corronca, 2003
- Garcorops paulyi Corronca, 2003

Selon The World Spider Catalog (version 17.0, 2016) :
- †Garcorops jadis Bosselaers, 2004

## Publication originale
- Corronca, 2003 : New genus and species of Selenopidae (Arachnida, Araneae) from Madagascar and neighbouring islands. African Zoology, vol. 38, p. 387-392.